# Ouandja
Ouandja (auch Ouandjia) ist eine Ortschaft in der Präfektur Vakaga im Nordosten der Zentralafrikanischen Republik. Sie ist der Hauptort der gleichnamigen Unterpräfektur Ouandja.

## Lage und Verkehr
Ouandja liegt auf einer Höhe von etwa 540 m am Fluss Ouandija (auch Ouandjia genannt), der in das Tschadbecken entwässert. Der Ort liegt an der Route Nationale 5, über die die Gegend an den Rest des Landes angeschlossen ist. Am Nordrand des Ortes stößt die Route Nationale 8 auf die RN 5. Der Abschnitt von Ouandja nach Birao, der 126 km nördlich gelegenen Hauptstadt der Präfektur, zählt als Teil der RN 5, von Birao bis Am Dafok an der sudanesischen Grenze im äußersten Nordosten ist dagegen wiederum offiziell Teil der RN 8.
Weitere Nachbargemeinden sind Ouanda Djallé, das 46 km südlich liegt, sowie  Tiringoulou 88 km nordwestlich. Die Straßen um Ouandja sind in sehr schlechtem Zustand, außerdem ist das Reisen über Land aufgrund der Sicherheitslage gefährlich.
Der Nordosten der Zentralafrikanischen Republik ist sehr dünn besiedelt. Insbesondere das östlich von Ouandja gelegene Grenzland zum Sudan und Südsudan sind praktisch menschenleer. Dort liegt das Bongo-Massiv und der Nationalpark André-Félix.

## Geographie und Bevölkerung
Ouandja liegt in den äußeren Tropen in etwa an der Grenze zwischen Feuchtsavanne und Trockensavanne. In dem Ort leben vor allem Angehörige der Goula oder Gula. Die Bevölkerung ist muslimisch, wie in ganz Vakaga und im Gegensatz zur Mehrheitsbevölkerung der Zentralafrikanischen Republik.

## Bürgerkrieg
Im Jahr 2006 eroberte die Rebellengruppe Union des forces démocratiques pour le rassemblement, deren Mitglieder mehrheitlich zum Volk der Gula gehören, große Gebiete im Nordosten der Zentralafrikanischen Republik. Dabei vertrieben sie die Bevölkerung aus ihren Orten, plünderten diese und töteten wahllos Zivilisten. Als die Gebiete von der Armee zurückerobert wurden, kam es zu zahlreichen aus Rache motivierten Angriffen der Soldaten auf Gula-Zivilbevölkerung. Am 11. Dezember 2006 wurden von diesen Häuser von Zivilisten, Verwaltungsgebäude, die Krankenstation und die Schule angezündet. Außerdem wurden mutmaßliche Unterstützer der Rebellen hingerichtet.